# Jean-Maurice et Françoise Cart
Pour les articles homonymes, voir Cart (homonymie).

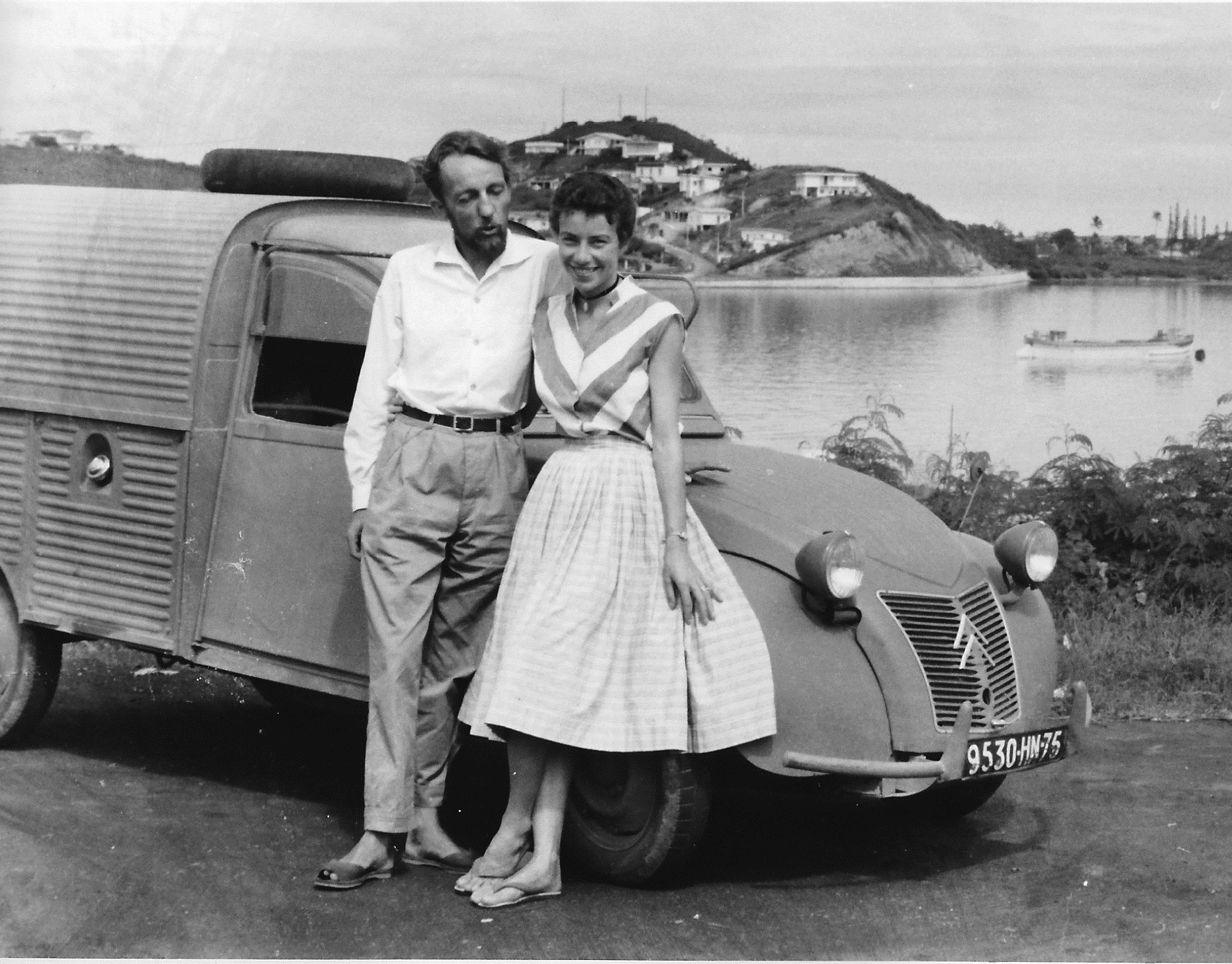
Jean-Maurice et Françoise Cart, Tour du Monde en 2CV camionnette, 1959-1961.

Jean-Maurice et Françoise Cart sont un couple de photographes-voyageurs, auteurs de reportages et conférenciers dans les années 1960. En 1959, ils partent en 2CV pour faire le tour du monde à la rencontre des hommes et de leurs cultures. De leurs voyages, ils rapporteront plus de quatre mille photographies, dont près de 450 font partie de la collection de l’UNESCO.

## Biographie
Jean-Maurice Cart est né à Lyon le 20 juin 1929 et décédé le 13 février 2017 à Dénia près d’Alicante, en Espagne. Il a une formation d’Ingénieur à l’École de physique et de chimie industrielles de Paris, 69e promo diplôme obtenu en 1954.
Françoise Géant, épouse Cart, est née à Neuilly-sur-Seine le 30 décembre 1936 et décédée le 14 juin 2017 à Javea près d’Alicante, en Espagne.

## Photographies, reportages et conférences

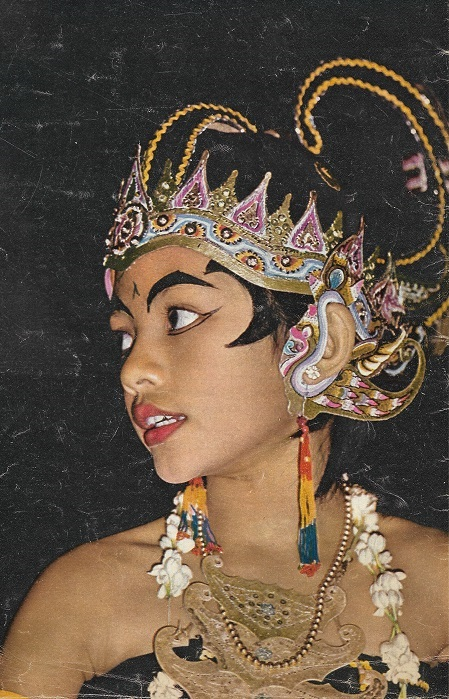
La belle Sita, héroïne Classique de Java (Jours de France, février 1962).

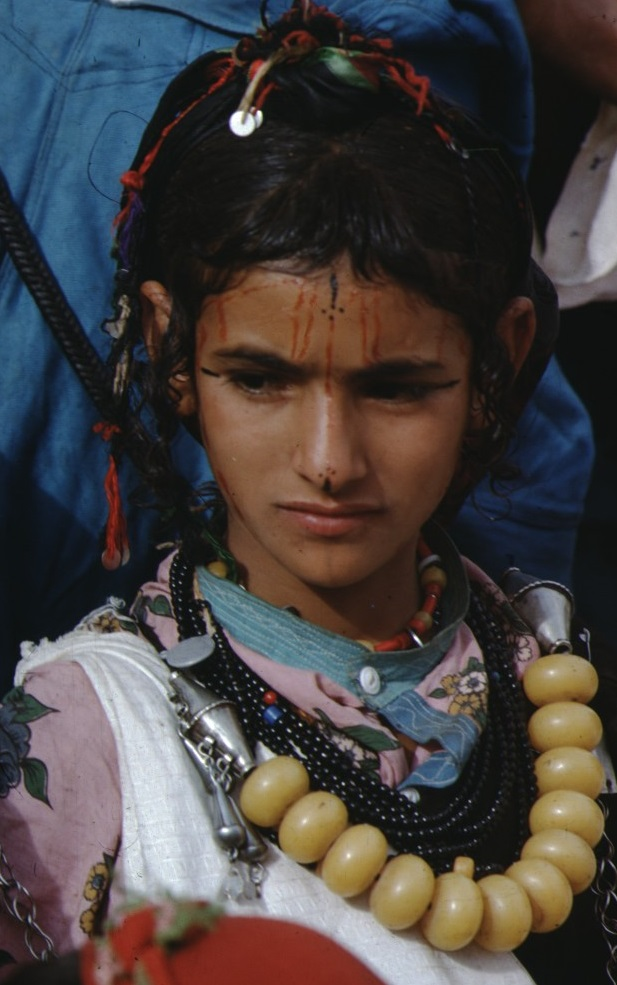
Portrait de fillette (population berbère du Maroc, 1964).

Les reportages-documentaires de Jean-Maurice et Françoise Cart, récits de voyages et ouvrages pédagogiques sont publiés essentiellement dans Sciences et Voyages, Connaissance du Monde et aux Éditions Rencontre.
Lors de leurs deux tours du Monde de 1959 à 1962 et grâce aux lettres de recommandations obtenus par la direction de la Documentation du gouvernement français, le ministère de l’Éducation nationale, et certaines agences locales de l’UNESCO, ils obtiennent les autorisations nécessaires pour photographier et avoir accès aux lieux de patrimoines et de cultes des pays qu’ils traversent. Ils complèteront ensuite leur collection photographique en 1964 par un long séjour en Guinée, de courts séjours dans les pays de Maghreb jusqu’en 1967 et des séjours réguliers en Espagne.
Les photographies qu’ils rapportent font découvrir les peuples, les modes de vie et cultures du monde. Leur travail photographique est composé de portraits de personnages : hommes, femmes et enfants dans leurs activités quotidiennes ou culturelles : vendeurs, artisans, paysans, musiciens, conteurs, acteurs, danseurs, regroupement populaire et de paysages, lieux, musées, bâtiments, architectures et ornementations caractéristiques des régions visitées.
Les trois photographies les plus connues sont : la photo lauréate du concours Air France /Kodak-Pathé / Jours de France intitulée La belle Sita, Héroïne Classique de Java, une photo prise à Angkor Ta Som au Cambodge qui a fait la couverture du Courrier de l’UNESCO de Janvier 1965 et un portrait de fillette berbère parues dans plusieurs publications d’Air-France.
Leurs photographies sont utilisées dans les années 1960 à 1975 par des musées, des institutions culturelles, des ouvrages pédagogiques, dictionnaires et encyclopédie par l’intermédiaire de la collection de l’UNESCO et de l’agence de presse Images et Textes, spécialisée dans les photographies et reportages. Les photographies vendues par Images et textes sont principalement utilisées par les éditions Larousse.
Le couple fournit régulièrement des photos pour la promotion des voyages en avion et album d’Air France et Jet tours jusqu’en 1975. Après cette date, on trouve peu de trace de leurs photos, ce qui correspond à la cessation d’activité d'Images et Textes.
À partir de 1972, ils font un voyage photographique par an jusqu’en 2010 dont ils rapportent plusieurs milliers de photographies non éditées : leur activité de photographes professionnels ayant cessé dans les années 1970.

## Voyage autour du Monde avec une 2CV camionnette, en bateau, train et bus
Partis de Paris le 23 avril 1959 à bord de « Trottinette », une 2CV camionnette model outremer, Ils traversent successivement la Suisse, l’Autriche, la Yougoslavie, la Turquie, l’Iran, l’Afghanistan, l’Inde, le Népal, le Sikkim, la Malaisie, l’Indonésie, la Thaïlande, le Cambodge, le Japon, Hong-Kong, l’Indonésie, l’Australie, la Nouvelle-Calédonie où ils vendront « Trottinette » pour des raisons de difficultés douanière. Ils continueront leur voyage en bateau, train et bus, en passant par les Nouvelles Hébrides, Tahiti, la Colombie, le Pérou, la Bolivie, l’Équateur, la Colombie, la Martinique et la Guadeloupe et arriveront à Marseille en septembre 1961.
Leur voyage en 2CV autour du Monde a fait l’objet de plusieurs articles dans les journaux des pays traversés en particulier dans les journaux francophones. Dans un article de L'Auto-Journal, ils décrivent les transformations, aménagements du véhicule et l’organisation de leur quotidien pour vivre dans 2 m2. Leurs aventures, rapportée dans l'ouvrage Vintage mania- Les Années 2CV – La folle histoire d’un model mythique, publié aux éditions SOLAR, en 2015, inspirent les amoureux de la mythique 2CV et certains photographes ou amateurs de pays qu’ils ont contribué à faire découvrir.

## Premier prix du concours de photographie Air France / Kodak-Pathé / Jours de France
En 1962, ils gagnent le premier prix du premier challenge international de photographie amateur, organisé par Air France, Kodak-Pathé et Jours de France. Le tour du monde offert par Air-France débute le 20 septembre 1962 et s’achève le 4 novembre de la même année. Il commence par le Japon, puis Hong-Kong, le Viêt-Nam, le Cambodge, la Thaïlande, le Népal, l’Inde et se termine en Iran. Les époux Cart complètent alors leur collection pour l’UNESCO et confient leurs photos à l’agence de presse Images et Textes, jusqu’en 1973.

## Archives
Leurs archives rassemblent, entre autres, un journal de leur premier tour du Monde de 1 690 pages, un inventaire détaillé de chaque photo prise entre 1959 et 1967, des tapuscrits et manuscrit d'articles, édités ou non, des lettres de recommandation et autorisations de photographier pour les pays traversés, des carnets de photos choisies.  

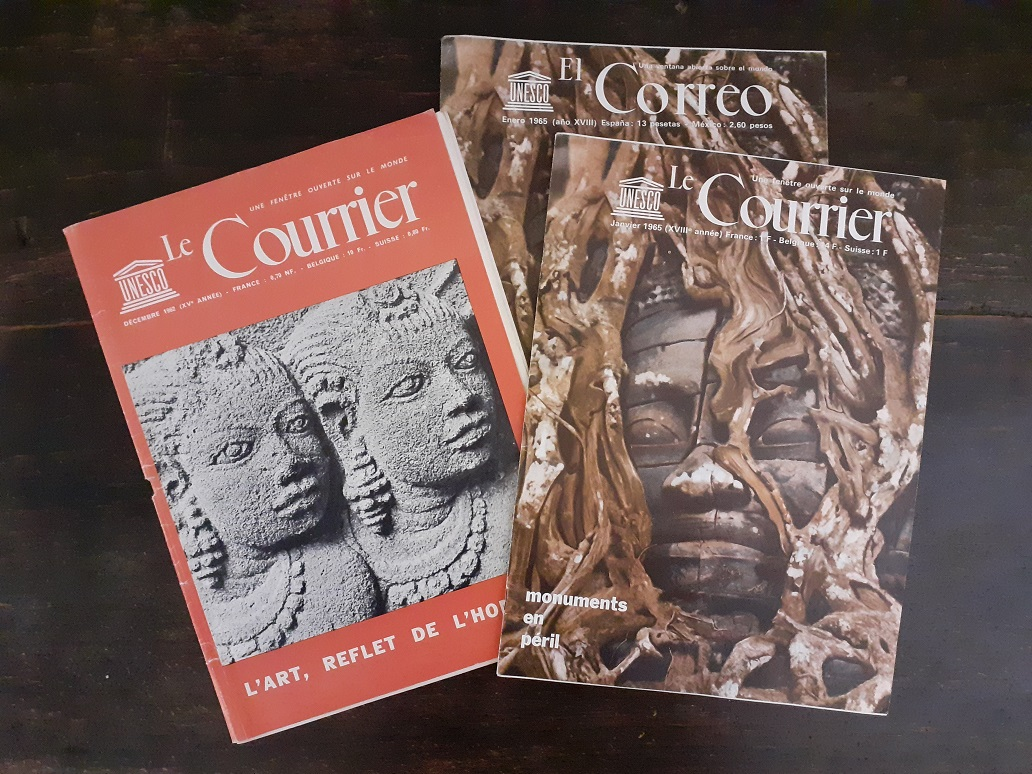
Deux couvertures du Courrier de l'UNESCO.
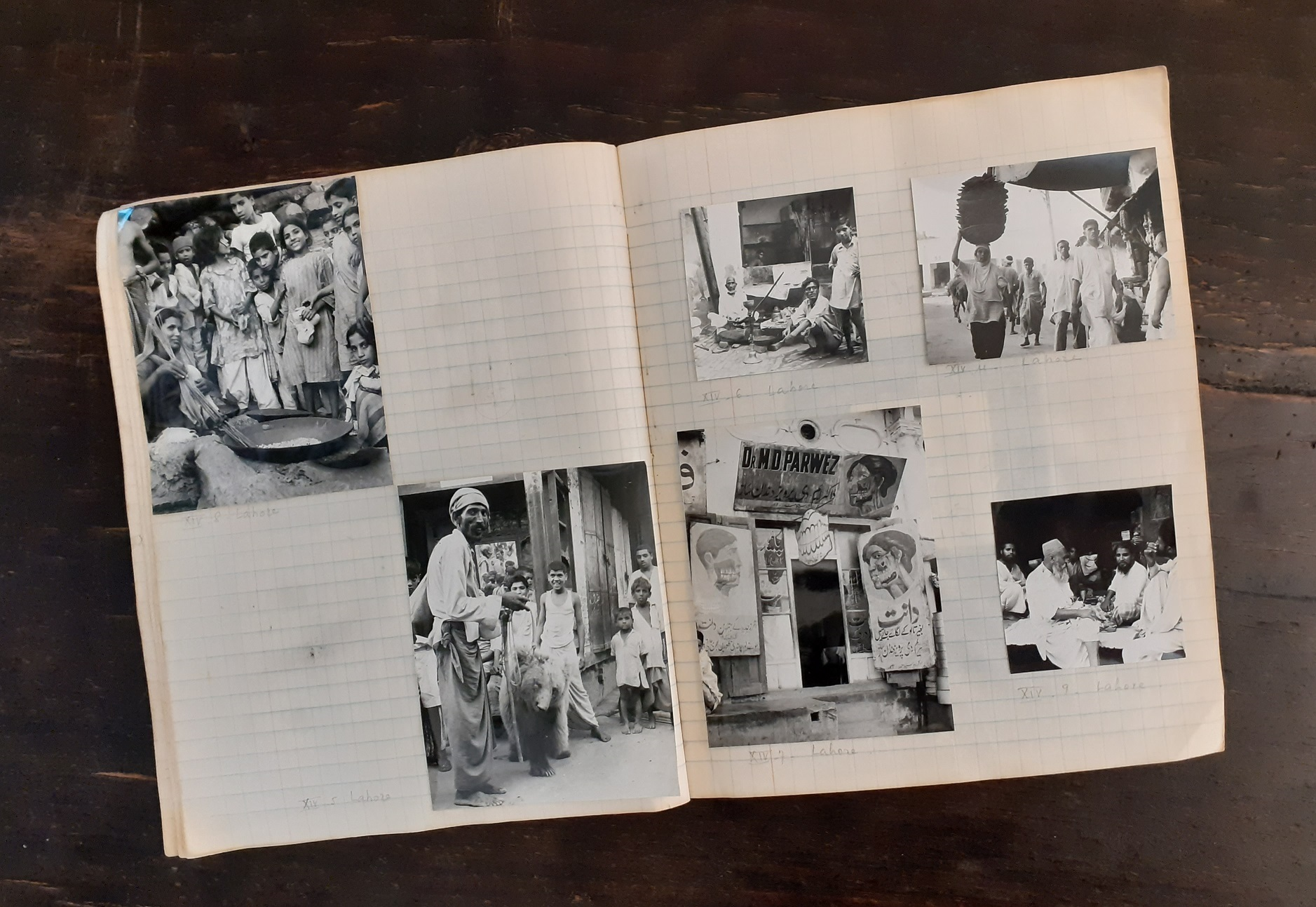
Carnet de photos choisies (1962).
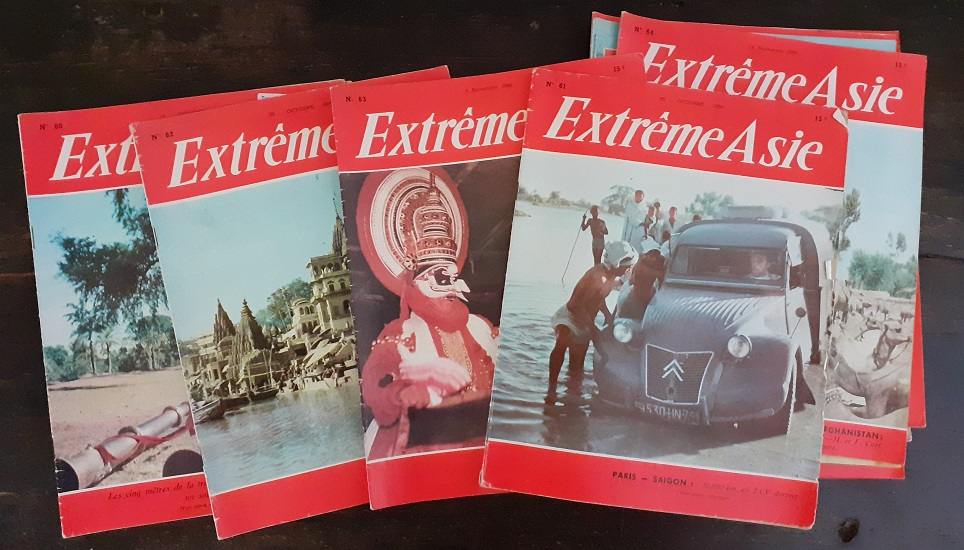
Photos de couverture d'Extrême Asie, revue francophone (Vietnam, 1960).